# Arnaud de Cervole
Arnaud de Cervole, francoski najemnik in razbojnik, * 1300, Lot-et-Garonne, † 25. maj 1366.